# Saze (hudební skupina)
Hudební skupina Saze vznikla v polovině šedesátých let 20. století v Praze. Na kytaru v ní tehdy hrál Ivan Král (1948–2020) a kromě něj v ní působili druhý kytarista Tomáš Roztočil, baskytarista Mirek Kalivoda a bubeník Jiří Bělič. Skupina zaznamenala úspěch v roce 1966, když se jejich píseň „Pierot“ umístila mezi prvními deseti v hitparádě československého rozhlasu Dvanáct na houpačce, uváděné Jiřím Černým. O tom se ovšem Ivan Král dozvěděl až v New Yorku, kam se jeho rodina téhož roku odstěhovala za Ivanovým otcem, který zde působil jako tlumočník při OSN.
V sedmdesátých letech se ze skupiny stalo duo působící v divadle Semafor. Skupinu tvořili Jiří Burian (1948–2008) a Jan Nádvorník. V Semaforu tvořili specifickou hudební vložku v představení „Kytice“ a vystupovali i ve hře „Zuzana v lázni“.[zdroj?]
Nejznámější písní skupiny je skladba „Václava mám nejradši“.[zdroj⁠?!]